# Светлуцава и Сјајна
Светлуцава и Сјајна (раније Шимер и Шајн, енгл. Shimmer and Shine) је канадско-америчка анимирана телевизијска серија, креирана од стране Фарназа Еснашари-Чармаца. Емитује се на Ник џуниору у САД и на Трихаусу у Канади. Серија је базирана на необјављеном пилоту из 2013. године, и премијерно је објављена на Никелодиону 24. августа 2015. године. Обновљена је 24. маја 2017. године четвртом сезоном, која садржи 20 епизода.
У Србији, Црној Гори, Републици Српској и Северној Македонији серија је премијерно приказана 23. новембра 2015. године на каналу Никелодион, синхронизована на српски језик. Синхронизацију је радио студио Голд диги нет. Од 17. јануара 2016. године синхронизација се емитује и на каналу Ник џуниор, а од 2019. године и на РТС 2. Уводна шпица је такође синхронизована. Српска синхронизација нема ДВД издања. У почетку назив српске синхронизације гласио је Шимер и Шајн, међутим убрзо је промењен у тренутни назив Светлуцава и Сјајна.

## Радња
Прва сезона је постављена у људском свету и усредсређена је на младу девојку по имену Леа, која је пријатељица са паром добрих духова, две сестре близнакиње по имену Светлуцава и Сјајна. Сваки дан, духови испуњавају Леи три жеље, али често праве грешке. У свакој епизоди, Леа помаже духовима да реше проблеме које су ненамерно изазвали, док скрива Светлуцаву и Сјајну од свог комшије и најбољег пријатеља, Зека.
У другој сезони, радња серије се пребацује у Зарамеј Фолс, магичну земљу у којој живе Светлуцава и Сјајна. Леа открива постојање својих добрих духова Зеку, који добија свог доброг духа, по имену Каз. Светлуцава и Сјајна настављају да испуњавају Леине жеље у Зарамеј Фолсу и спријатељују се са владаром земље, принцезом Самиром. Сезона укључује и Самириног љубимац пауна, Роја, и Леину љубимицу лисицу, Парису. Такође, у Зарамеј Фолсу живи и Зита, злобна чаробница, и њен змај, Назбу.

## Епизоде
| Сезона | Сезона | Сегменти | Епизоде | Епизоде | Оригинално емитовање | Оригинално емитовање |
| Сезона | Сезона | Сегменти | Епизоде | Епизоде | Премијера            | Финале               |
| ------ | ------ | -------- | ------- | ------- | -------------------- | -------------------- |
|        | 1.     | 19       | 20      | 20      | 24. август 2015.     | 11. мај 2016.        |
|        | 2.     | 38       | 20      | 20      | 15. јун 2016.        | 31. март 2017.       |
|        | 3.     | 37       | 20      | 20      | 5. мај 2017.         | 20. новембар 2018.   |
|        | 4.     | 48       | 26      | 26      | 20. октобар 2018.    | 9. фебруар 2020.     |

## Улоге у синхронизацијама
| Име лика        | Глас                                       | Српски глас                                                               |
| --------------- | ------------------------------------------ | ------------------------------------------------------------------------- |
| Светлуцава      | Ева Бела                                   | Мина Ненадовић                                                            |
| Сјајна          | Изабела Крамп                              | Александра Ширкић (С1-С3Е9, С3Е11) Јована Гавриловић (С3Е10, С3Е12-С4Е26) |
| Леа             | Алина Фули                                 | Милена Моравчевић                                                         |
| Зек             | Блејк Бертранд (С1, С2) Итан Џонс (С3, С4) | Ива Манојловић (С1-С3Е12)                                                 |
| Каз             | Џет Џургенсмејер                           | Виктор Мајер                                                              |
| Тала            | Ди Бредли Бејкер                           | оригинални глас                                                           |
| Нахал           | Ди Бредли Бејкер                           | оригинални глас                                                           |
| Зета            | Лејси Шабер                                | Софија Јуричан                                                            |
| Принцеза Самира | Ники Су-Ху                                 | Марина Кауцки                                                             |
| Гази            | Арија Каприја                              | Милена Живановић                                                          |
| Назбу           | Ди Бредли Бејкер                           | Јована Чуровић                                                            |
| Нила            | Мила Бренер                                | Валентина Павличић                                                        |
| Лејла           | Даника МакКелар                            | Маријана Живановић                                                        |
| Афина           | Џули Нејтансон                             | непознато                                                                 |
| Ула             | Татјана Али                                | Татјана Димитријевић                                                      |
| Париса          | Ди Бредли Бејкер                           | оригинални глас                                                           |
| Дух Жељопер     | Фред Татаскиор                             | Бранислав Платиша                                                         |
| Џиџи            | Фарназ Чармац                              | Дана Барбара                                                              |
| Дуплирајући дух | Кајл Арем                                  | Никола Тодоровић                                                          |
| Солисткиња      | Мелејни Фонтана                            | Милена Моравчевић                                                         |